# Bont rouwkorstje
Het bont rouwkorstje (Tomentella punicea) is een paddenstoel uit de familie Thelephoraceae. Het leeft saprotroof en/of mycorrhizavormend. Vruchtlichamen komen voor in loof- en naaldhout, o.a. van Eik (Quercus) en Juniperus; ook op strooisel.

## Eigenschappen
Uiterlijke kenmerken
De vruchtlichamen zijn korstvormig, fluweelachtig en hebben een purperrode tot paarsrode kleur, soms met een bruine tint. Het oppervlak kan een fijne structuur vertonen. 
Microscopische kenmerken
De sporen zijn ellipsvormig tot breed elliptisch, glad of met fijne ornamentatie, ongeveer 5–7 × 4–5 µm groot. Alle hyfen zijn zonder gespen. De basidia meten 35–60 × 5,5–7,5 µm.

## Verspreiding
Tomentella punicea komt voor in gematigde gebieden op het noordelijk halfrond. In Nederland wordt het sporadisch waargenomen.